# Стівен Реріх
Стівен Реріх (англ. Stephen Rerych, 14 травня 1946) — американський плавець.
Олімпійський чемпіон 1968 року.